# ويليام فورد (مستكشف)
ويليام فورد (بالإنجليزية: William Ford)‏ هو مستكشف أسترالي، ولد في 1852 في بالارات في أستراليا، وتوفي في 1 نوفمبر 1932 في أستراليا.